# Désiré Van de Casteele
Désiré Van de Casteele (Brugge, 23 mei 1839 - Luik, 20 januari 1917) was een Belgisch historicus en archivaris.

## Levensloop
Désiré Van de Casteele was de zoon van drukker Auguste Van de Casteele-Werbrouck in Brugge.
Hij was achtereenvolgens
- verbonden aan het Rijksarchief te Gent, met als bijzondere opdracht het beheer van het archief van de Raad van Vlaanderen (1871);
- adjunct-conservator van het Rijksarchief te Luik (1873);
- conservator van het Rijksarchief te Namen (1882);
- conservator van het Rijksarchief te Luik (1885).

Hij was bestuurslid van het Genootschap voor Geschiedenis te Brugge van 1869 tot 1890 en was bibliothecaris van het genootschap van 1869 tot 1873.

## Publicaties
- Cronica et cartularium monasterii de Dunis (samen met F. Van de Putte), Brugge, 1864-1867.
- Documents divers de la Société St. Luc à Bruges, in: Handelingen van het Genootschap voor Geschiedenis te Brugge, 1866, blz. 1-430.
- Préludes historiques sur la gilde des ménéstrels de Bruges, suivis de la légende d'une sainte chandelle confiée à sa garde, in: Handelingen van het Genootschap voor Geschiedenis te Brugge, 1868, blz. 53-144.
- Chroniques des Flandres (1864).
- Histoire d'Oudenbourg ... (samen met J.M.E. Feys), Brugge, 1873.
- Hij publiceerde talrijke artikels in:
  - Bulletin de l'Institut archéologique liégeois
  - Société d'art et d'histoire du diocèse de Liège
  - Annales de la Société archéologique de Namur
  - Messager des sciences historiques
  - Bulletin de l'Académie royale d'archéologie
  - Bulletin des Commissions royales d'art et d'archéologie.